# Nanatsoho
Nanatsoho (Nadsoo, Natsoho, Natsvto), jedno od plemena konfederacije Kadohadacho s rijeke Red River na području današnjih okruga Red River i Bowie u Teksasu. Francuski avanturist Henri Joutel za njih kaže da su u savezu s plemenima Kadohadacho, Nasoni (upper) i Natchitoches (upper). Godine 1812. 12 obitelji imalo je tek jedno selo na starom plemenskom području. Svoj etnički identitet izgubit će u ranom 19 stoljeću s Kadohadacho Indijancima, a njihovi potomci danas žive s Caddo Indijancima u okrugu Caddo u Oklahomi.